# Asienkrisen

Svårt drabbade länder.

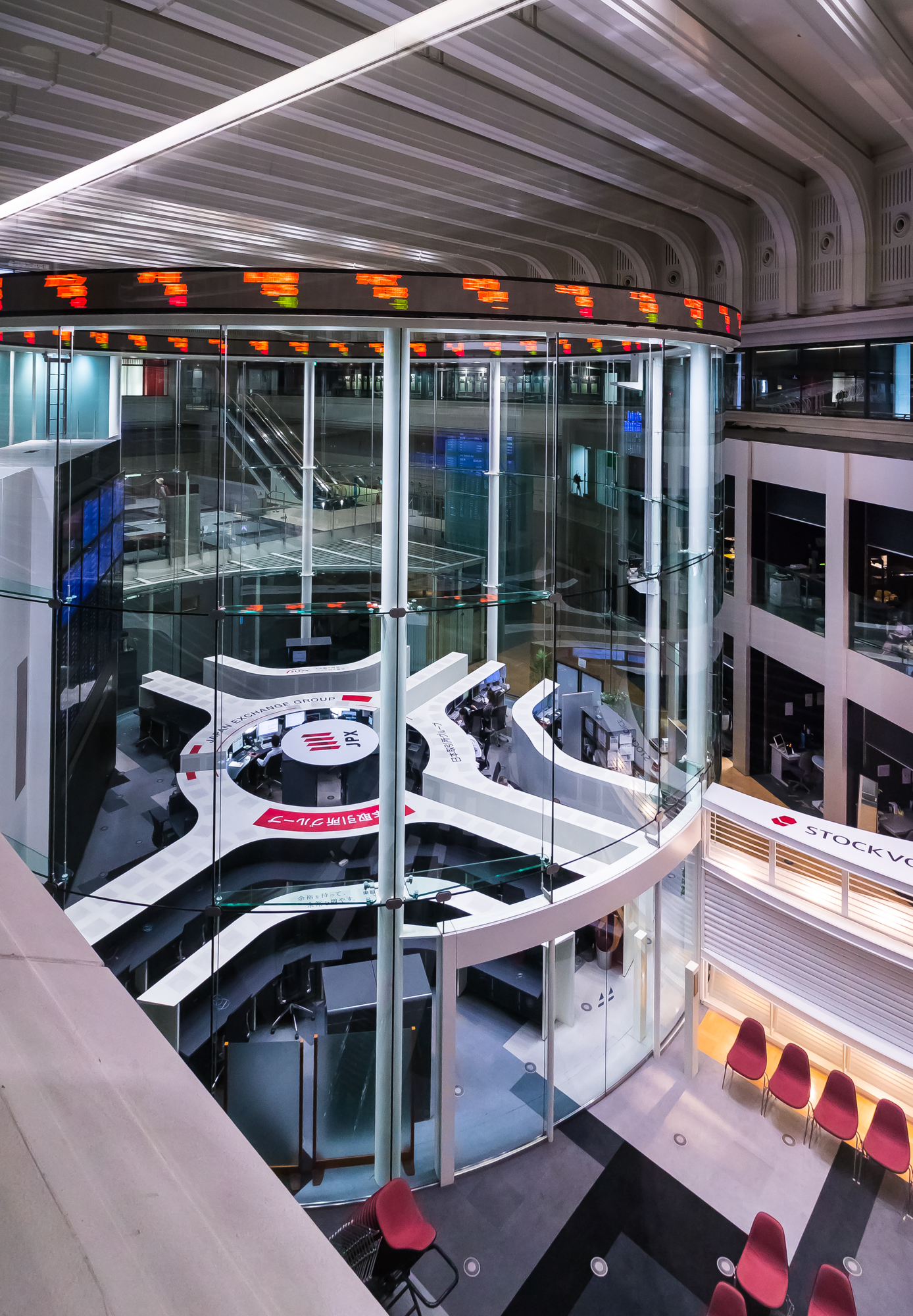
Asienkrisen utspelade sig på de asiatiska börserna, här Tokyobörsen

Asienkrisen var en finansiell kris under andra halvan av 1997 som påverkade valuta-, aktiebörs- och andra tillgångspriser negativt i flera asiatiska länder, varav många tillhörde de länder som kallas "östasiatiska tigrar", det vill säga de asiatiska länder som under större delar av 1990-talet haft en väldigt hög tillväxt.

## Bakgrund
Startskottet för krisen kan sägas vara den 2 juli 1997, då värdet av den thailändska valutan Baht rasade. Krisen hade anlänt till sydöstra Asien efter att ha drabbat Latinamerika redan 1994. Hittills låg växelkursen på 25 Bath per Dollar, men över natt förlorade den thailändska valutan över 25% av sitt värde gentemot US-$. 
Indonesien, Sydkorea och Thailand var de länder som drabbades värst av krisen, men även Hongkong, Malaysia, Laos och Filippinerna drabbades. Kina, Indien, Taiwan och Singapore blev relativt skonade.

## Faktorer som ligger till grunden för krisen
Flera faktorer bidrog till den ekonomiska krisen i de asiatiska staterna.
Den snabba okontrollerade liberaliseringen av de asiatiska ekonomierna hör till dem. De flesta stater följde en konservativ tradition i deras ekonomiska politik. Ända fram till 1990-talet utgjorde de flesta sydöstasiatiska ekonomier ett relativt isolerat område för utländska investerare. Några av de asiatiska staternas regeringar var isolationistiskt orienterade och många länder i regionen föredrog att skydda sina ekonomier från globalt inflytande genom att stifta lagar som försvårade nyinvesteringar i regionen för utländska intressenter. Men i slutet av 1980-talet hade denna regim av isolering lett till att den ekonomiska utvecklingen stagnerade och att endast få nyinvesteringar gjordes. Världsbanken och IMF erbjöd länderna ekonomisk hjälp men på det villkoret att länderna öppnade sina gränser för utländskt kapital och investerare.

### Fotnoter
1. ↑  ”Frågor och svar om Asienkrisen” (på svenska). Dagens nyheter. http://www.dn.se/arkiv/ekonomi/asienkrisen-fragor-och-svar-om-asienkrisen/. Läst 28 september 2017.
2. ↑  ”Lärdomar av Asienkrisen” (på svenska). Dagens nyheter. 22 januari 2001. http://www.dn.se/arkiv/ledare/lardomar-av-asienkrisen/. Läst 28 september 2017.